# Siedlec Duży
Siedlec Duży est une localité polonaise de la gmina de Koziegłowy, située dans le powiat de Myszków en voïvodie de Silésie.